# Dritte Pest-Pandemie
Die dritte Pest-Pandemie (nach der Justinianischen Pest im 6. Jahrhundert und dem „Schwarzen Tod“ im 14. Jahrhundert), verursacht durch das Bakterium Yersinia pestis, begann Ende des 19. Jahrhunderts in China. Sie kostete weltweit geschätzt rund 15 Millionen Menschenleben, insbesondere in China und Indien. In Europa kamen dagegen nur wenige Menschen ums Leben.

## Verbreitung
Die Epidemie traf zunächst die Provinz Yunnan, dann Hongkong. Hier konnte der Erreger im Jahre 1894 vom Schweizer Arzt Alexandre Yersin identifiziert und der Übertragungsweg erklärt werden. Der Erreger ist nach ihm benannt. Von Hongkong aus verbreitete sich die Epidemie in viele Teile der Welt, darunter Indien und die Vereinigten Staaten. Auf Hawaii traf die Pest 1899 ein, in San Francisco 1900. Anfang des 20. Jahrhunderts trat die Pest in der chinesischen Grenzregion Mandschurei auf. Eine erneute Epidemie traf die Mandschurei im Winter 1910/1911 und kostete etwa 60.000 Menschen das Leben.

## Umgang in Europa
Europa war von der Pandemie kaum betroffen. Hier gab es weniger als tausend Tote, was auf die internationale Zusammenarbeit und das verbesserte medizinische Wissen zurückgeführt wird. So gab es wenige Monate nach der Ankunft der Krankheit im Londoner Hafen im September 1896 im Februar 1897 eine internationale Hygienekonferenz mit Ärzten und Wissenschaftlern in Venedig. Dort wurde auch die Miasmen-Theorie angezweifelt und von 17 Staaten eine gemeinsame Strategie zur Eindämmung beschlossen. Solche Konferenzen wurden schon für den Umgang mit Cholera in den Jahren davor einberufen. Auch hatte es im Laufe des 19. Jahrhunderts verschiedene Durchbrüche in der Erforschung der Hygiene gegeben. Mit dem Office international d’hygiène publique wurde 1907 ein Vorläufer der Weltgesundheitsorganisation (WHO) gegründet.
Da die Übertragung der Krankheit dennoch nicht vollständig verstanden wurde, kam es trotz Isolationsmaßnahmen an den Häfen zu mehreren Ausbrüchen in Europa, die sich insbesondere in den Armenvierteln verbreiteten. Größere Ausbrüche gab es 1899 in Porto und 1920 in Paris („Pest der Lumpenhändler“). Die letzten Pesttoten in Europa wurden 1945 im italienischen Tarent registriert.

## Ursprung
Nach Myron Echenberg gab es die ersten Ansteckungen durch pestkranke Murmeltiere. Vom chinesischen Festland gelangte der Erreger über Hongkong und den Kolonialhandel auf andere Kontinente.